# Новоселицька Ніна Миронівна
Ніна Миронівна Новоселицька (15 листопада 1926, Київ — 1 серпня 2014, Київ) — українська театрознавиця, радіожурналістка. Заслужений діяч мистецтв України (1996), лауреатка премії «Київська пектораль» «За вагомий внесок у розвиток театрального мистецтва» (2003). Розробниця концепції та режисерка авторських театральних радіопрограм, зокрема «Театр біля мікрофона», записів понад 100 вистав і радіовистав.
Протягом 40 років — завідувачка редакції театру та радіопостановок Держтелерадіо УРСР (1962—2002). Авторка монографії про акторку Ольгу Кусенко, понад 300 театральних рецензій, впорядниця військових щоденників актора Юрія Лаврова.

## Життєпис
Народилась 15 листопада 1926 року в Києві.
У 1948 році з відзнакою закінчила філологічний факультет Київського державного університету імені Тараса Шевченка (КДУ). Темою дипломної роботи обрала п'єсу Антона Чехова «Дядя Ваня» та її сценічну історію.
Після закінчення університету працювала у тижневику «Радянське мистецтво». З 1951 року — журналістка часопису «Радянська Україна». З 1958 року жила в будинку №18 по вулиці Червоноармійській, пізніше — на вулиці Димитрова.
З 1962 року — завідувачка редакції театру та радіопостановок Держтелерадіо УРСР. Паралельно, з 1970 року — викладачка КДУ імені Тараса Шевченка, у 1989—1993 роках — кафедри театрознавства Київського державного інституту театрального мистецтва імені І. К. Карпенка-Карого, де викладала, зокрема, радіорежисуру.
У 2002 році була, за висловом режисера Сергія Проскурні, «брутально звільнена» з посади завідувачки редакції театру та радіопостановок. Продовжувала публікуватись з театрознавчими роботами. Померла на 88-му році життя 1 серпня 2014 року. Була кремована. На смерть Ніни Новоселицької акторка Ада Роговцева відгукнулась так:
|  | Ніна Миронівна увійшла в моє життя, тільки-но я починала свою професійну діяльність. Якось одразу вона помітила мене і запросила до співпраці. У театрі я не зіграла і десятої частини того, над чим ми з Ніною Миронівною працювали на радіо. ... Я завжди пам'ятала її і завжди пам'ятатиму. |

## Наукова та творча діяльність
Розробниця концепції та режисерка авторських театральних радіопрограм «Театр біля мікрофона», «Театральні горизонти», «Про тих, кого пам'ятаю і люблю». Редакторка та режисерка записів понад 100 вистав і радіовистав. Серед учнів Ніни Новоселицької, зокрема, театрознавець Борис Куріцин.
Авторка театрознавчих друкованих робіт, зокрема для збірника наукових праць «Мистецькі обрії: актуальні проблеми мистецької практики і мистецтвознавчої науки», понад 300 театральних рецензій. Авторка монографії про акторку Ольгу Кусенко (1983), есе про режисера Михайла Резніковича «Поворот ключа. Конкретно про неконкретне, або Штрихи до портрета Михайла Резніковича» (2005).
Впорядниця військових щоденників актора Юрія Лаврова, перекладачка українською мовою з російської книги про оперну співачку Олену Муравйову (1984). Займалась створенням фонотеки з тем, які досліджує Національний центр театрального мистецтва імені Леся Курбаса. Входила до складу Національної спілки журналістів України (з 1959), Національної спілки театральних діячів України (з 1981).
Авторка низки статей для Енциклопедії сучасної України. Спогади Ніни Новоселицької про Віктора Некрасова увійшли до книги «Ізгой. Віктор Некрасов у спогадах сучасників», опублікованої перед смертю театрознавиці («Дух і літера», 2014).

## Нагороди
- 1996 — заслужений діяч мистецтв України — «за вагомий особистий внесок у розвиток національної культури, високий професіоналізм»[9]
- 2003 — премія «Київська пектораль» — «за вагомий внесок у розвиток театрального мистецтва»